# 竹田市消防本部
竹田市消防本部（たけたししょうぼうほんぶ）は、大分県竹田市の消防部局（消防本部）である。管轄区域は竹田市全域。

## 主力機械
- 消防ポンプ自動車：3
- 水槽付消防ポンプ自動車：1
- 小型動力ポンプ付水槽車：1
- 救助工作車：1
- 高規格救急自動車：3
- 指揮車：1
- 広報車：1
- 連絡車：2
- 小型動力ポンプ積載車：1
- 支援車：1
- 消防団指揮車：1
- 資機材運搬車：1

2017年4月1日現在

## 沿革
- 1962年（昭和37年）1月1日 - 竹田市消防本部を任意単独設置(非常備消防を主体）。
- 1964年（昭和39年）2月14日 - 消防本部・消防署単独設置の政令指定（自治省告示第16号）。
- 1967年（昭和42年）4月1日 - 竹田市消防署発足。
- 1969年（昭和44年）
  - 4月17日 - 救急業務実施の指定（政令第97号）。
  - 9月1日 - 救急業務実働開始。
- 1972年（昭和47年）
  - 3月1日 - 竹田市・直入郡3町（荻町、久住町、直入町）・大野郡西部2町（緒方町、朝地町）による竹田直入大野西部消防組合設立許可(指令地第1580号)。
  - 4月1日 - 竹田直入大野西部消防本部・消防署発足。
  - 4月15日 - 消防本部・消防署設置の政令指定(自治省告示第106号）。
- 1974年（昭和49年）4月1日 - 消防本部・消防署が新庁舎へ移転し業務開始
- 1988年（昭和53年）
  - 1月1日 - 竹田広域消防組合、竹田広域消防本部、竹田広域消防署に名称変更。
  - 4月1日 - 久住派出所、緒方派出所を久住分署、緒方分署に名称変更。
- 2005年（平成17年）
  - 3月30日 - 豊後大野市への新設合併のため、緒方町及び朝地町が竹田広域消防組合から脱退。
  - 3月31日 - 豊後大野市（旧緒方町、旧朝地町の区域に限る）の消防・救急業務が豊後大野市から竹田広域消防組合へ委託される。
  - 3月31日 - 竹田市、荻町、久住町及び直入町の竹田市への新設合併に伴い、竹田広域消防組合を解散。
  - 4月1日 - 新設合併に伴い竹田市消防本部が発足。
- 2007年（平成19年）3月31日 - 豊後大野市からの消防･救急事務の受託解消[1]。
- 2024年（令和6年）7月30日 - 通信指令業務を大分市消防局内の「おおいた消防指令センター」に移管[3]。

## 組織
- 本部 - 庶務課、警防課[1]
- 消防署

## 消防署
| 消防署       | 住所           | 分署                       |
| ------------ | -------------- | -------------------------- |
| 竹田市消防署 | 大字会々2742-1 | 久住：久住町大字栢木6049-1 |